# Lijst van burgemeesters van Liemeer
Dit is een lijst van burgemeesters van de voormalige Nederlandse gemeente Liemeer (tot 1994 nog officieel 'gemeente Nieuwveen') die op 1 januari 1991 ontstond bij de fusie van de gemeenten Nieuwveen en Zevenhoven. Per 1 januari 2007 is de fusiegemeente opgegaan in de gemeente Nieuwkoop.
| Ambtsperiode | Naam burgemeester       | Partij of stroming | Bijzonderheden                            |
| ------------ | ----------------------- | ------------------ | ----------------------------------------- |
| 1991 - 1993  | Jos (J.G.) Huigsloot    | CDA                | sinds 1982 al burgemeester van Zevenhoven |
| 1993 - 2007  | Klaas (N.C.) Barendregt | CDA                |                                           |